# Chiesa di San Giorgio (Fontanafredda)
La chiesa di San Giorgio Martire è la parrocchiale di Fontanafredda, in provincia di Pordenone e diocesi di Concordia-Pordenone; fa parte della forania dell'Alto Livenza.

## Storia
La primitiva chiesa di San Giorgio Martire era situata in località Villadolt ed era filiale della pieve di San Vigilio. Nel 1607 la chiesa di San Giorgio Martire fu eretta in parrocchia autonoma.
Nel XIX secolo si decise di edificare una nuova parrocchiale nel centro di Fontanafredda. I lavori iniziarono nel 1841 e terminarono nel 1847.

## Interno
All'interno della parrocchiale si trovano una Deposizione attribuita ad Isacco Fischer (XVII secolo) e una Madonna col Bambino dipinta alla fine del Quattrocento o all'inizio del Cinquecento.